# Sønsterud
Sønsterud är en tidigare tätort i Åsnes kommun i Innlandet fylke i sydöstra Norge. Orten ligger vid fylkesväg 206, på västra sidan av älven Flisa, nordöst om kommunens centralort Flisa.
Sedan 2021 räknas orten inte längre som en tätort.